# Meir Bar-Ilan

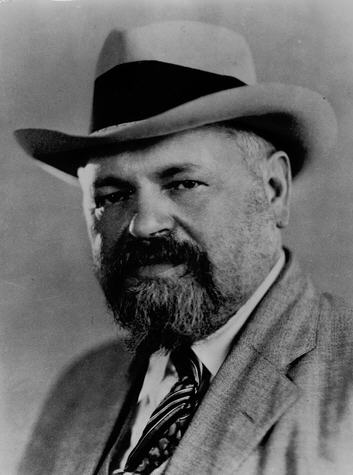
Meir Bar-Ilan, 1938

Meir Bar-Ilan (hebraisiert aus ursprünglich Meir Berlin; geb. 10. April 1880 in Woloschin, Russisches Kaiserreich; gest. 17. April 1949 in Jerusalem) war orthodoxer Rabbiner und ein Führer des religiösen Zionismus. Nach ihm ist die Bar-Ilan-Universität in Ramat Gan im Bezirk Tel Aviv benannt.

## Leben und Wirken
Sein Vater, Rabbiner Naphtali Zwi Juda Berlin (1816–1893), war das Oberhaupt der berühmten Jeschiwa von Woloschin. Als junger Mann schloss Meir Bar-Ilan sich der 1902 gegründeten Misrachi-Bewegung an und repräsentierte sie 1905 am siebenten Zionistenkongress, wo er – im Gegensatz zu den anderen Misrachi-Delegierten – gegen den Uganda-Plan stimmte. 
1911 wurde er zum Sekretär der weltweiten Misrachi ernannt und arbeitete in Berlin. Er prägte das Misrachi-Motto: „eretz israel le´am israel al pi torat israel“ („das Land Israel dem Volk Israel gemäß der Tora Israels“). 
1915 übersiedelte er in die Vereinigten Staaten, war Präsident der Misrachi in den USA und ab 1925 Mitglied des Vorstandes des Jüdischen Nationalfonds. 1926 kam Bar-Ilan nach Eretz Israel. Er ließ sich in Jerusalem nieder, wo er als Präsident des Weltzentrums der Misrachi wirkte und als Misrachi-Vertreter in Institutionen des Jischuw und des Zionismus. 
Zwischen 1929 und 1931 war er Mitglied der Zionistischen Exekutive. Er war führend in der Ablehnung des Teilungsplanes von 1937 und des Weißbuches von 1939. Er forderte zivilen Ungehorsam und totale Verweigerung der Zusammenarbeit mit den britischen Mandatsbehörden. 
Nach der Gründung des Staates Israel bildete er ein Gelehrtenkomitee, um die gesetzlichen Probleme des neuen Staates im Licht des jüdischen Gesetzes zu untersuchen. Bar-Ilan war Initiator der Nationalen Religiösen Front, der Gruppe religiöser Parteien, die bei den Wahlen zur ersten Knesset eine gemeinsame Plattform repräsentierten. 
Bar-Ilan gründete die religiös-zionistische Wochenzeitung „Ha-Ivri“ – „Der Hebräer“, die zwischen 1910 und 1914 in Berlin und von 1916 bis 1921 in New York herausgegeben wurde. 1939 bis 1949 war er Chefredakteur der Misrachi-Tageszeitung „Ha Zofeh“ in Tel Aviv. 
Seine Artikel erschienen in Sammelbänden wie „Auf dem Weg der Wiedergeburt“ und „Rabbiner Meir Bar-Ilan: Gesammelte Schriften“. Seine Memoiren „Von Woloschin nach Jerusalem“ (Fun Volozhin bis Yerushalajim) wurden ursprünglich in Jiddisch veröffentlicht. 
1943 schrieb Bar-Ilan ein Buch über seinen Vater. Er regte die Herausgabe der Talmudischen Enzyklopädie an, die 1947 begonnen wurde. Er gründete eine Institution, die es sich zur Aufgabe machte, den Talmud neu herauszugeben. 
Die Bar-Ilan-Universität in der Nähe von Tel Aviv wurde 1955 von der amerikanischen Misrachi gegründet und nach ihm benannt. Eine Straße in Jerusalem, der Meir Wald in den Hügeln von Hebron und der Moschaw Beit Meir nahe Jerusalem tragen Bar-Ilans Namen.